# Ichijō Uchimoto
Ichijō Uchimoto (一条 内基) (né en 1548 – mort le 9 août 1611), fils du régent Ichijō Fusamichi, est un noble de cour japonais (kugyō) de l'époque Azuchi Momoyama (1568–1603). Il exerce la fonction de régent kampaku de 1581 à 1585 pour l'empereur Ōgimachi. Il adopte Ichijō Akiyoshi pour fils.

## Source de la traduction
- (en) Cet article est partiellement ou en totalité issu de l’article de Wikipédia en anglais intitulé « Ichijō Uchimoto » (voir la liste des auteurs).